# Unihammer
Una impresora Unihammer es un tipo de impresora matricial y de impresora de impacto. Las Unihammer fueron fabricados principalmente por Seikosha en la década de 1980 y fueron populares debido a su bajo precio en el sector de las computadoras domésticas, especialmente para las computadoras Commodore y Atari.

## Técnica
A diferencia de la impresora matricial de puntos, las agujas activadas individualmente no presionan la cinta de tinta contra el papel, en su lugar hay un martillo vertical. Detrás de papel se encuentra un rodillo dentado, que gira coordinado con el movimiento del carro de impresión; siempre hay un punto de intersección entre el martillo de impresión vertical y un diente horizontal. Cuando se activa el martillo de impresión, se crea un único punto de presión en esta intersección.
Una simplificación adicional en la construcción del mecanismo en comparación con una impresora de matriz de puntos resulta del acoplamiento directo del accionamiento del carro y el del rodillo dentado: el cabezal continúa moviéndose durante la impresión real; para que se pueda imprimir una línea vertical, el martillo de impresión se inclina ligeramente en la dirección de impresión.
Debido al acoplamiento mecánico del carro y el rodillo dentado, la resolución horizontal y vertical es fija; a diferencia de las impresoras matriciales de puntos, no son posibles diferentes calidades/resoluciones de impresión horizontal. El espaciado de los puntos horizontales resulta de la distancia que cubre el carro mientras el rodillo dentado avanza un diente. El espaciado de los puntos verticales está determinado por la frecuencia de batido, cuyo ciclo suele ser de un paso en un codificador incremental de la rotación del rodillo. Al igual que con la impresora de matriz de puntos, sería posible aumentar la resolución vertical utilizando microalimentaciones, pero esto no se implementó en ningún modelo de impresora.
Ventajas:
- Bajo costo de fabricación.
- Larga vida útil debido a su construcción simple.

Desventajas:
- El ruido generado es muy fuerte debido a la alta frecuencia de impacto (en la MPS 801 ~2100 Hz)
- Resolución baja y no variable.
- Bajo rendimiento de impresión.